# لوئیس گالوان
لوئیس گالوان (انگلیسی: Luis Galván؛ زادهٔ ۲۴ فوریهٔ ۱۹۴۸) بازیکن فوتبال اهل آرژانتین بود.
وی همچنین در تیم ملی فوتبال آرژانتین بازی کرده‌است.